# Borgerliga Studenter – Opposition '68
Borgerliga Studenter – Opposition '68 (BS-O'68) var ett politiskt borgerligt kårparti vid Stockholms universitets studentkår (SUS), som var aktivt från slutet av 1960-talet till början av 2010-talet.

## Politik
Partiets främsta mål var ett avskaffande av kårobligatoriet, ett rikspolitiskt mål som nådde sitt förverkligande under regeringen Reinfeldt. När detta mål hade uppnåtts och SUS hade omvandlats till en organisation med frivilligt medlemskap, avvecklades partiet i början av 2010-talet.
Andra viktiga ståndpunkter var att kåravgiften skulle hållas så låg som möjligt och att kårens verksamhet skall vara till för alla studenter, inte bara för de kåraktiva. Trots att partiet hade en politiskt ideologisk värdegrund, eller kanske snarare på grund av den politiska ideologi som partiet företrädde, ansåg det att strävan skall vara att i största möjliga utsträckning avpolitisera kåren. Partiet såg sig som en motkraft mot de många vänstergrupperingar som genom åren har funnits i SUS kårfullmäktige.

## Historik
Partiet grundades som reaktion på vänsterns kårhusockupation 1968 och hade under de första åren namnet Opposition '68. På 1970-talet hade partiet tidvis egen majoritet i kårfullmäktige. Därefter har partiet successivt blivit mindre, både på grund av att kårpolitiken inte är lika ideologiskt färgad längre (på 1970-talet var motståndarna till övervägande del olika kommunistiska partier) och för att antalet partier i kårpolitiken har ökat sedan dess.
Bland dem som var aktiva i partiet vid starten märks till exempel Ulf Adelsohn, Carl Bildt och Anders Wijkman. Fredrik Reinfeldt var ordförande för partiet 1988-89. Bland de kårordförande som tillhört partiet finns bland andra Dag Klackenberg, Mikael Söderlund, Torsten Svenonius och Anna Kinberg Batra. Partiet samarbetade ofta med studentföreningarna FMS-Stockholm och Högerjuristerna, men hade alltid företrädare och anhängare från alla borgerliga partier. 
Inför kårvalet 2015 grundades ett nytt kårparti, Borgerlig Opposition, som såg sig som BS-O'68:s ideologiska arvtagare och som fick 5 mandat i sitt första kårval.